# 馬尼拉 (阿肯色州)
馬尼拉（英語：Manila）是一個位於美國阿肯色州密西西比縣的城市。

## 地理
馬尼拉的座標為35°52′48″N 90°10′10″W / 35.88000°N 90.16944°W，而該地的平均海拔高度為73米（即240英尺）。

## 人口
根據2020年美國人口普查的數據，馬尼拉的面積為9.78平方千米，皆為陸地。當地共有人口3682人，而人口密度為每平方千米376人。